# Rode piste

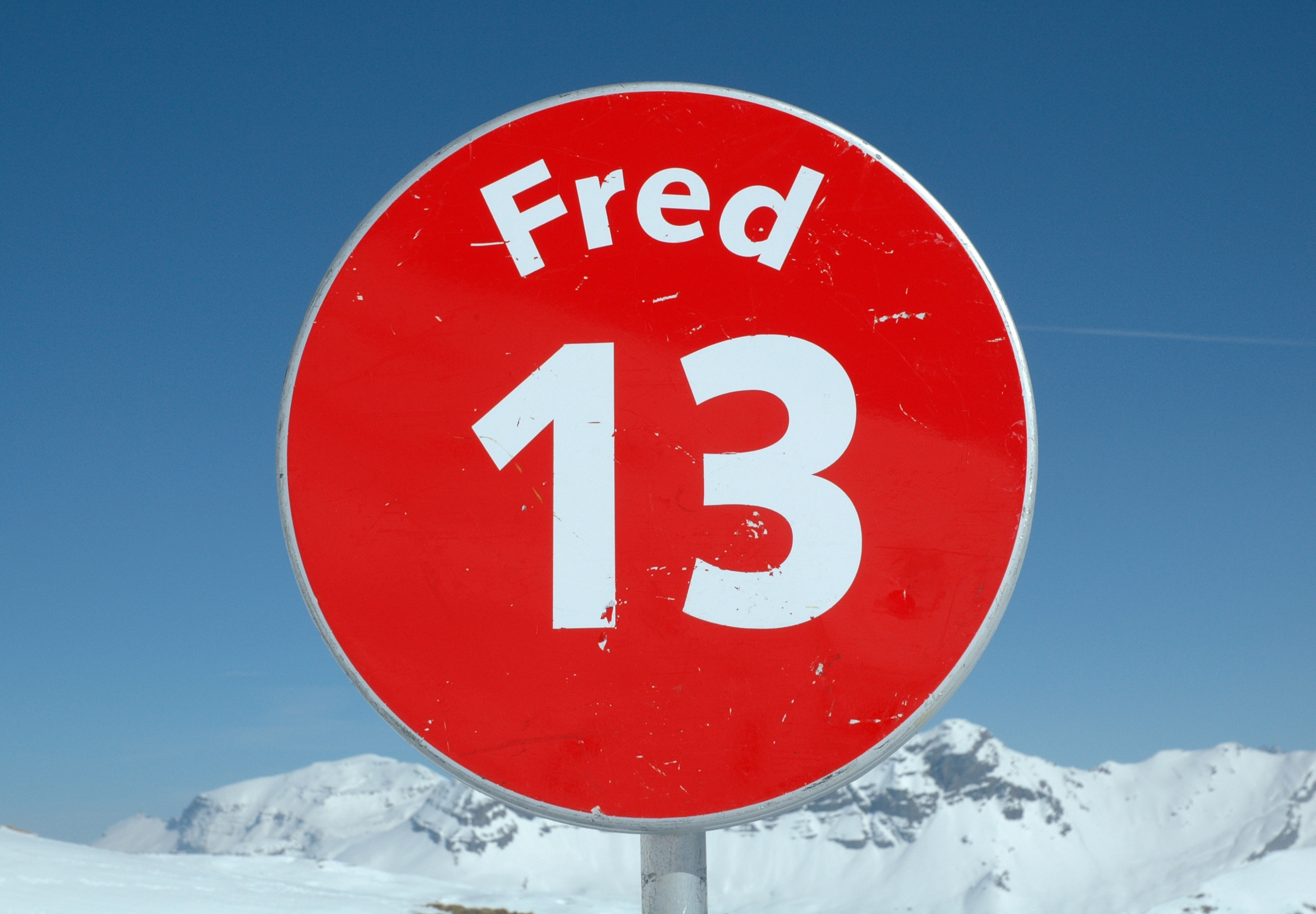
Bordje van een rode piste in het Franse skigebied Flaine

Een rode piste is een relatief moeilijke skipiste in een skigebied, geschikt voor gevorderde skiërs. In wintersportgebieden worden sneeuwafdalingen aangeduid met een bepaalde kleur om de moeilijkheidsgraad van de afdaling aan te geven. Een rode piste is te herkennen aan de rode bordjes en/of paaltjes langs de piste, die op overzichtelijke afstand van elkaar zijn geplaatst.
Rode pistes zijn moeilijker dan groene en blauwe pistes, maar gemakkelijker dan zwarte. In Noord-Amerika bestaan er geen rode pistes. Na de blauwe pistes, die met een blauw vierkant worden aangeduid, komen de moeilijke pistes die met een zwarte ruit (black diamond) aangeduid worden.
witte of babypiste · 
groene piste · 
blauwe piste · 
rode piste · 
zwarte piste

Zie ook: piste-onderhoudsmachine · 
pistenbully · 
sneeuwkanon · 
veiligheidsmaatregelen · 
verkeersregels